# Palazzo Renai
Le Palazzo Renai ou Palazzo Sabatier-Ungher est un palais florentin du XIVe siècle, situé dans le quartier oltrarno, entre le no 23 de la via de Renai  et la  via San Niccolo. Il abrite aujourd'hui le siège de la Chambre des notaires de Florence (Consiglio Notarile Di Firenze).

## Histoire
Construit au XIVe siècle, le palais a appartenu successivement aux familles Buonaparte, Alamani, Federighi, Guidotti, Guasconti et Pitti-Tovaglia. En 1837, il est acquis par la cantatrice hongroise Caroline Ungher, qui en fait commencer la restauration du côté de la via Renai. Caroline Ungher épouse en 1841 un esthète français, François Sabatier, qui décide de poursuivre la rénovation du palais en faisant appel à ses amis artistes français. L'architecte Hector-Martin Lefuel, pensionnaire de la Villa Medicis entre 1840 et 1844, est ainsi chargé des travaux de restauration et d'aménagement, tandis que les peintres Auguste Bouquet et Dominique Papety ainsi que le sculpteur Auguste Ottin réalisent le décor intérieur. Ces travaux, poursuivis en 1847, année de l'installation des tableaux de Papety, s'achèvent après 1851, avec la mise en place de la cheminée sculptée par Ottin.
En 1886, Sabatier cède le palais à sa fille adoptive, Louise Bouquet, fille d'Auguste Bouquet et épouse de l'historien et ancien ministre Michele Amari. Le palais appartient à la famille Amari jusqu'en 1917, année où il est acheté par Erminio Sabbadini.

## Description
En 1841, le palais comportait 51 pièces distribuées sur quatre étages.

La pièce la plus remarquable, aujourd'hui salle de réunion, est le salon du premier étage. Celui-ci comporte le décor commandé par Sabatier, composé d'un cycle pictural de huit grandes toiles panneautées et d'une cheminée monumentale.
Les huit panneaux représentent, sur un fond d'or, les auteurs et artistes appréciés par Sabatier et ses amis :
- Raphaël (à gauche de la cheminée), peignant la Madonna della seggiola et couronné par la gloire (représentée sous les traits de la Fornarina), par Auguste Bouquet ;
- Michel-Ange (à droite de la cheminée), désignant le Jour des tombeaux des Médicis et le David/Apollon du Bargello, par Auguste Bouquet ;
- Goethe (sur le mur à gauche de Raphaël), entre Méphistophélès et Faust embrassant Marguerite, par Bouquet ;
- Molière (sur le mur à droite de Michel-Ange), par Bouquet ;
- Dante et Virgile, devant Paolo et Francesca, par Bouquet ;
- Shakespeare, par Papety ;
- Mozart, accompagné des personnages de Don Giovanni (Zerline et Don Juan, Donna Anna et la statue du commandeur), par Papety.

Le huitième panneau, commandé en 1910 à l'américain Julius Rolshoven pour compléter le cycle, représente Beethoven.
La cheminée de marbre blanc, sculptée par Ottin, qui l'exposa au Salon de 1851, présente un programme iconographique fouriériste, en écho à l'idéologie socialiste utopique que Sabatier partageait avec ses amis artistes. Surmontée du buste de Charles Fourier encadré par les allégories de la Justice et de la Vérité, elle comporte un bas-relief illustrant la « société harmonienne » imaginée par le philosophe bisontin ainsi que deux groupes d'enfants figurant les petites hordes et petites bandes qui structurent les membres les plus jeunes de cette société phalanstérienne.